# Mischa Spoliansky
Mischa Spoliansky, né le 28 décembre 1898 à Białystok (alors en Russie, actuellement en Pologne), et décédé le 28 juin 1985  à Londres (Angleterre), est un compositeur et pianiste d'origine russe.

## Biographie
En 1905, sa famille (de musiciens) émigre en Allemagne où Spoliansky apprend le violon, le violoncelle, et surtout le piano. En 1914, il rejoint son frère violoncelliste à Berlin, où il poursuit au Conservatoire sa formation de pianiste et de compositeur. Parallèlement, il gagne sa vie comme pianiste de cabaret, ce qui l'amène à collaborer, dans les années 1920 notamment, avec les compositeurs Friedrich Hollaender et Werner R. Heymann, le metteur en scène (alors propriétaire d'un cabaret) Max Reinhardt, les chanteuses et actrices Margo Lion et Marlene Dietrich.  Tous fuiront le nazisme : Spoliansky pour sa part émigre en 1933 en Angleterre, où il s'établit définitivement et poursuit à Londres une carrière de compositeur de musiques de films, carrière qu'il avait déjà entamée à Berlin en écrivant pour les studios de la UFA les partitions de plusieurs films entre 1923 et 1933. Au total, jusqu'en 1973, il participe à 52 films — principalement britanniques après 1933 — et à un téléfilm allemand (1961) comme compositeur. Notons aussi une apparition comme acteur (rôle d'un pianiste) dans un film de 1931, Nie wieder Liebe, dont il écrit en outre la musique.
On lui doit aussi, durant sa période allemande, diverses musiques pour des chansons de cabaret et des revues dont en 1920: Das lila Lied, (en allemand pour "The Lavender Song", musique de Arno Billing , nom d'emprunt de Mischa Spoliansky, écrit par Kurt Schwabach. C'est une chanson de cabaret écrite à Berlin — pendant la république de Weimar — qui n'est autre que le premier hymne gay de l'histoire.
Ainsi que, plus tard, pour une comédie musicale, Katharina Knie (livret de Carl Zuckmayer et Robert Gilbert, lyrics de ce dernier), créée à Munich en 1957.
Durant sa période britannique, il est parfois crédité Michael Spoliansky.

## Filmographie complète
(comme compositeur, sauf mention contraire)
- 1923 : Paganini de Heinz Goldberg
- 1930 : Wie werde ich reich und glücklich ? de Max Reichmann
- 1930 : Zwei Krawatten de Felix Basch et Richard Weichert
- 1931 : Nie wieder Liebe d'Anatole Litvak (+ acteur)
- 1931 : Calais-Douvres de Jean Boyer et Anatole Litvak (version française du précédent)
- 1931 : Der Schlemihl de Max Nosseck
- 1932 : Einmal möcht' ich keine Sorgen haben de Max Nosseck
- 1932 : Das Lied einer Nacht d'Anatole Litvak
- 1932 : La Chanson d'une nuit de Pierre Colombier et Anatole Litvak (version française du précédent)
- 1933 : Muss man sich gleich scheiden lassen de Hans Behrendt
- 1933[4] : The Lucky Number d'Anthony Asquith
- 1934 : My Song for you de Maurice Elvey
- 1935 : Car of Dreams de Graham Cutts et Austin Melford
- 1935 : Bozambo de Zoltan Korda
- 1935 : Fantôme à vendre (The Ghost goes West) de René Clair
- 1936 : L'Homme qui faisait des miracles (The Man who could Work Miracles) de Lothar Mendes
- 1936 : Forget Me Not de Zoltan Korda
- 1937 : Les Mines du roi Salomon (King Salomon's Mines) de Robert Stevenson
- 1937 : Paradise for two de Thornton Freeland
- 1939 : Mademoiselle Crésus (Over the Moon) de Thornton Freeland et William K. Howard
- 1941 : Jeannie de Harold French
- 1942 : Service secret (Secret Mission) de Harold French
- 1944 : Mr. Emmanuel de Harold French
- 1944 : Don't take it to Heart de Jeffrey Dell
- 1945 : Song of the People de Maxwell Munden
- 1945 : The Man from Morocco de Mutz Greenbaum
- 1946 : Wanted for Murder de Lawrence Huntington
- 1947 : Dim'hat Ha'Nehamah Ha'Gedolah ou The Great Promise de Joseph Letjes (film anglo-israélien)
- 1947 : Meet me at Dawn de Peter Creswell et Thornton Freeland
- 1947 : Le Port de la tentation (Temptation Harbour) de Lance Comfort
- 1948 : Under the Frozen Falls de Darren Catling
- 1948 : Idol of Paris de Leslie Arliss
- 1948 : This was a Woman de Tim Whelan
- 1949 : Cet âge dangereux (That Dangerous Age) de Gregory Ratoff
- 1949 : Adam et Évelyne (Adam and Evelyne) de Harold French
- 1949 : Golden Arrow de Gordon Parry
- 1950 : Midnight Episode (en) de Gordon Parry
- 1950 : Cette sacrée jeunesse (The Happiest Days of your Life) de Frank Launder
- 1950 : Les Mines du roi Salomon (King Salomon's Mines) de Compton Bennett et Andrew Morton
- 1950 : Into the Blue de Herbert Wilcox
- 1951 : L'amour mène la danse (Happy go Lovely) de H. Bruce Humberstone
- 1952 : Treasure Hunt de John Paddy Carstairs
- 1953 : Tournez la clef doucement (Turn the Key softly) de Jack Lee
- 1953 : Le Roi de la pagaille (Trouble in Store) de John Paddy Carstairs
- 1954 : Duel dans la jungle (Duel in the Jungle) de George Marshall
- 1954 : Victoria et son hussard (Viktoria und hihr Husar) de Rudolf Schünzel
- 1957 : Sainte Jeanne (Saint Joan) d'Otto Preminger
- 1958 : Le crime était signé (The Whole Truth) de Dan Cohen et John Guillermin
- 1959 : Aux frontières des Indes (Northwest Frontier) de J. Lee Thompson
- 1961 : Zwei Krawatten, téléfilm de Peter Hamel
- 1965 : La Bataille de la villa Fiorita (The Battle of the Villa Fiorita) de Delmer Daves
- 1969 : Le Club des libertins (The Best House in London) de Philip Saville
- 1973 : Les Dix Derniers Jours d'Hitler (Hitler : The Last Ten Days) d'Ennio De Concini (coproduction anglo-italienne)

## Récompense
- Mostra de Venise 1935 : Meilleure musique pour Sanders of the River